# 伊豆の国市立韮山南小学校
伊豆の国市立韮山南小学校（いずのくにしりつ にらやまみなみしょうがっこう）は、静岡県伊豆の国市中にある公立小学校。

## 沿革
- 1872年（明治5年） - 南條区に「困学庠舎」開設。
- 1877年（明治10年） - 中村に「協力舎」開設。
- 1892年（明治25年） - 合併して「共和尋常小学校」となる。
- 1905年（明治38年）4月8日 - 「韮山尋常小学校 共和分教場」となる。
- 1949年（昭和24年）4月1日 - 「韮山村立韮山小学校 共和分校」となる。
- 1983年（昭和58年）4月1日 - 「韮山町立韮山南小学校」として独立。
- 2005年（平成17年）
  - 3月31日 - 高原分校が閉校する。
  - 4月1日 - 市町村合併に伴い、「伊豆の国市立韮山南小学校」と改称。
- 2020年（令和2年）5月 - 電子黒板を設置。
- 2021年（令和3年）3月 - 校内でネットワーク工事が行われる。これと並行して、タブレットの納品を行う。

（沿革に関する出典（※注記が無いものに限る）：）

## 基礎データ

### 象徴
- 校歌 - 作詞：高橋喜久晴、作曲：木津文彦[2]

### スローガン
- 学校教育目標 - 学び合い 高め合い 笑顔あふれる きららの子[3]